# Creatio continua
Creatio continua (łac. ciągłe tworzenie, ciągłe stwarzanie) – pogląd teologiczny, obecny głównie w chrześcijaństwie, według którego świat stworzony przez Boga jest nieustannie przez niego podtrzymywany w istnieniu.
Poprzez creatio continua wyraża się stwórczą czynność Boga, która jest dopełnieniem poglądu creatio ex nihilo przez zachowanie oraz nieustanny rozwój wszystkiego, co zostało już wcześniej stworzone. Bóg jest nieustannie czynny stwórczo i udziela swego istnienia wszelkiej rzeczywistości stworzonej.
Jak podkreśla ks. Jerzy Buxakowski, jest dogmatem, że wszystkie byty stworzone utrzymywane są w swym istnieniu przez Boga oraz jest wnioskiem teologicznie pewnym, że Boże dzieło utrzymywania stworzeń jest formą dalszego stwarzania wszechrzeczy.
Creatio continua jest przeciwieństwem deizmu, według którego Bóg stworzył świat, ale od tego czasu już nie ingeruje w jego losy. Argumentów za tą prawdą dostarczają teksty Pisma Świętego oraz wypowiedzi Ojców Kościoła.

## Creatio continua w Starym Testamencie
Opis biblijnego stworzenia świata znajdziemy w Księdze Rodzaju (Rdz 1,1-2,7), choć nie jest to jedyny fragment w Piśmie Świętym poruszający zagadnienia z protologii. Z opisu tego dowiadujemy się, że Bóg uznał całe stworzenie za dobre. Nie oznacza to jednak, że odtąd nie potrzebuje obecności i dalszego działania Stwórcy, aby zachować swoje istnienie oraz swoją naturę. Bóg, jako źródło życia oraz wszelkich dóbr koniecznych do tego, aby byty przez Niego stworzone trwały, jest również Panem śmierci i kresem istnienia wszelkich stworzeń. To oznacza, że to od Niego zależne jest dalsze istnienie, bądź też nieistnienie powołanych do życia stworzeń.
Inny tekst Starego Testamentu traktujący o stworzeniu, w którym obecna jest idea creatio continua to Ps 104,27-30. Autor Psalmu jest przekonany o tym, że wszelkie stworzenie istnieje jedynie dzięki temu, że Bóg zwraca ku niemu nieustannie swoje oblicze (czyli jest obecny) oraz udziela życiodajnego tchnienia.
Owo tchnienie (hebr. ruah, gr. pneuma) może oznaczać też wiatr lub Ducha Bożego. Jest ono stwórczą potęgą, nadającą wszystkim bytom sens i trwałość. Tego ducha, udzielonego wszystkim stworzeniom żyjącym, Bóg nieustannie posyła, aby stwarzać nowe istoty i odnawiać oblicze ziemi. Konsekwencją tego jest fakt istnienia stworzenia nie dzięki własnej sile wewnętrznej, ale poprzez podtrzymywanie go w istnieniu przez stwórczą, ożywiającą, odnawiającą i wprowadzającą ład i harmonię moc Pana.

## Creatio continua w Nowym Testamencie
W Nowym Testamencie również znajdziemy teksty mówiące o creatio continua. Jednym z nich jest fragment Dziejów Apostolskich: Bóg, który stworzył świat i wszystko na nim, On, który jest Panem nieba i ziemi, nie mieszka w świątyniach zbudowanych ręką ludzką i nie odbiera posługi z rąk ludzkich, jak gdyby czegoś potrzebował, bo sam daje wszystkim życie i oddech, i wszystko. On z jednego [człowieka] wyprowadził cały rodzaj ludzki, aby zamieszkiwał całą powierzchnię ziemi. Określił właściwie czasy i granice ich zamieszkania, aby szukali Boga, czy nie znajdą Go niejako po omacku. Bo w rzeczywistości jest On niedaleko od każdego z nas. Bo w Nim żyjemy, poruszamy się i jesteśmy, jak też powiedzieli niektórzy z waszych poetów: "Jesteśmy bowiem z Jego rodu” (Dz 17-24-28). Bóg daje nam życie nie tylko jako Stwórca (czyli w sposób pośredni), lecz również obecnie i bezpośrednio, gdyż cały czas w Nim żyjemy. Stwórca daje wszystko obecnie i bezpośrednio, gdyż w Nim żyjemy, poruszamy się i jesteśmy. Podtrzymywanie rzeczy stworzonych nie jest opisane tutaj wprost, jednak wynika z kontekstu.
W Liście do Kolosan autor pisze: w Nim zostało wszystko stworzone: i to, co w niebiosach, i to, co na ziemi, byty widzialne i niewidzialne, czy Trony, czy Panowania, czy Zwierzchności, czy Władze. Wszystko przez Niego i dla Niego zostało stworzone. On jest przed wszystkim i wszystko w Nim ma istnienie (Kol 1,16-17). Fragment ten opisuje Syna Bożego nie tylko jako Stwórcę, ale i zachowawcę świata. Tekst ten zawiera myśl, że wszechpotęga Syna Bożego ogranicza się nie tylko do aktu stworzenia, ale też do podtrzymywania wszystkich rzeczy.

## Dowód ze świadectwa tradycji
Orygenes miał twierdzić, jakoby słowa w Nim żyjemy, poruszamy się i jesteśmy (Dz 17,28) można rozumieć tylko w ten sposób, że Bóg swoją mocą nieustannie ingeruje w świecie, poprzez ujarzmianie i obejmowanie go.
Również Arystydes miał twierdzić, że Bóg nie tylko jest Stwórcą wszystkiego, ale też zachowuje to stworzenie w istnieniu. Zrozumiałem, że jest Bóg, który wszystko porusza i zachowuje, kiedy patrzyłem na świat i wszystko, co nim jest, jak z koniecznością podlega ruchowi; to co porusza jest mocniejsze od poruszanego (..) Dlatego nazywam Bogiem tego, który wszystko stworzył i zachowuje. W oparciu o świat stworzony, Arystydes miał sformułować filozoficzny argument za istnieniem Boga.
Wincenty Granat podaje również argument św. Ireneusza: Niebo, które jest ponad nami, firmament, słońce, księżyc i gwiazdy i wszystka ich ozdoba nie istniały, a uczynione są i przez długi czas trwają zgodnie z wolą Bożą; jeśli ktoś tak samo będzie myślał o duszach i duchach i w ogóle o wszystkim, co zostało uczynione, to nie zgrzeszy, bo przecież wszystko, co zostało uczynione, ma początek swego utworzenia, trwało zaś będzie, dopóki Bóg będzie chciał.
Pogląd creatio continua odnajdziemy również u św. Jana Chryzostoma, który miał twierdzić, jakoby rzeczą godną większego podziwu jest podtrzymywanie bytów w istnieniu, niż samo ich stworzenie.
Podobny pogląd znajdziemy również w u św. Augustyna: Wierzymy, lub jeśli nie możemy starajmy się zrozumieć, że Bóg aż dotychczas działa i gdyby usunął swe działanie w rzeczach przez siebie stworzonych, to zginęłyby.
Z kolei św. Grzegorz Wielki pisze: Wszystkie rzeczy stworzone zostały z niczego, lecz ich istota popadłaby w nicość, gdyby jej nie podtrzymywała dłoń sprawcy (auctor) wszelkiego władania.
Również św. Tomasz z Akwinu stwierdza, że cały stworzony wszechświat nie mógłby istnieć bez wpływu zachowawczej Bożej mocy, która działa sama przez się i bezpośrednio. Żadne stworzenie nie mogłoby istnieć ani przez chwilę, i zapadłoby się w nicość, jeśli nie byłoby podtrzymywane Bożą potęgą.

## Creatio continua a nauczanie Kościoła
Sobór Watykański I stwierdza:
Wszystko zaś to, co Bóg stworzył, opatrznością swoją zachowuje i wszystkim rządzi.

Z kolei w dokumentach Soboru Watykańskiego II czytamy:
Świat jest stworzony i zachowywany przez Boga a wyzwolony przez Chrystusa. Prawda o stworzeniu jest powiązana z Chrystusem. Bóg kontynuuje dzieło stworzenia, poprzez to, że świat wciąż zachowuje i podtrzymuje w istnieniu (creatio continua).
O poglądzie creatio continua czytamy w Katechizmie Kościoła Katolickiego:
Po stworzeniu Bóg nie pozostawia stworzenia samemu sobie. Nie tylko daje mu byt i istnienie, ale w każdej chwili podtrzymuje je w istnieniu, pozwala mu działać i prowadzi je do jego celu. Uznanie tej pełnej zależności od Stwórcy jest źródłem mądrości i wolności, radości i ufności:
Miłujesz bowiem wszystkie stworzenia, niczym się nie brzydzisz, co uczyniłeś, bo gdybyś miał coś w nienawiści, byłbyś tego nie uczynił. Jakżeby coś trwać mogło, gdybyś Ty tego nie chciał? Jak by się zachowało, czego byś nie wezwał? Oszczędzasz wszystko, bo to wszystko Twoje, Panie, miłośniku życia! (Mdr 11, 24-26).
Bóg, który stworzył wszechświat, podtrzymuje go w istnieniu przez swoje Słowo, Syna, który "podtrzymuje wszystko słowem swej potęgi" (Hbr 1, 3), i przez Ducha Stwórcę, który daje życie.

## Związek creatio continua z Opatrznością Bożą
Nieustanne stwarzanie świata (creatio continua) jest jednym ze sposobów, w jaki wyraża się względem stworzenia Boża Opatrzność.

## Związek creatio continua z teorią ewolucji
Od XX wieku coraz śmielej dogmat o stworzeniu łączy się z teorią ewolucji. Osobą, która dokonała swego rodzaju przełomu w tej kwestii był francuski jezuita Pierre Teilhard de Chardin (1881-1955), który to wypracował teorię jednoczącego się działania stwórczego. W jego interpretacji stworzyć miało oznaczać jednoczyć, łączyć, aktywizować. W związku z tym akt stwórczy nie jest tylko jednorazowym powołaniem czegoś (świata) do istnienia, ale stanowi ciągły proces unifikacji bytu.
Według francuskiego jezuity akt stwórczy nie był jednorazowym aktem nadania istnienia światu, ale akt ten dokonuje się etapami, na które składają się:
- kosmogeneza: rodzenie się wszechświata z pramaterii;
- biogeneza: zespół procesów ewolucyjnych, dzięki którym układy organiczne nieożywione uzyskały nową organizację i nowe właściwości, nazywane życiem;
- noogeneza: nowy skok w procesie ewolucyjnym, mający swój początek w pojawieniu się istoty obdarzonej świadomością refleksyjną – człowieka;
- chrystogeneza: przebóstwienie całego wszechświata, który w zmartwychwstałym Chrystusie wraca do swego Stwórcy jako Chrystus kosmiczny, uniwersalny i totalny[17].